# Великая улица (Великий Новгород)
Вели́кая у́лица — одна из древнейших улиц Великого Новгорода. Находится на Софийской стороне, на территории исторического Неревского конца. Проходит от Розважи до Большой Санкт-Петербургской улицы, пересекая вал Окольного города и речку Гзень. Протяжённость — 2300 м.

## История
В летописи улица впервые упоминается под 1478 [6986] годом. Данные дендроанализа датируют нижний ярус мостовой Неревского раскопа 953 годом. В древности улица начиналась у стен Детинца и вела на север, пересекая Яневу, Щеркову, Розважу, Козьмодемьянскую, Холопью улицы. Доходила до Зверинца (позднее — Зверин монастырь).
Называлась Большая, Пробойная, Большая Пробойная. C XVIII века до 1991 года — Большая Дмитриевская и Дмитриевская улица.
До 1968 года оканчивалась у вала, позже была продолжена до Большой Санкт-Петербургской. 12 сентября 1991 года получила название Великая улица.
В 1952—1953 годах на Великой (Дмитриевской), была возведена Баня номер 2, прослужившая более 50 лет, закрытая в 2007 году и снесённое в феврале 2021 года.
В 2007 году на улице открылся первый в Великом Новгороде продуктовый гипермаркет.
В 2017 году был представлен проект «Новгородской Технической школы», позже, для постройки НТШ решили занять часть улицы Великой.
В 2020-2022х годах был построен первый корпус Новгородской Технической школы, второй корпус планируют достроить в течение 2023 года.
Новгородскую техническую Школу лично посещали Ректор ВШЭ и Президент Российской Федерации в сопровождении Губернатора Новгородской области.
Согласно официальной информации: « Новгородская Техническая Школа — инфраструктурный проект, связанный с развитием прорывных (сквозных) технологий, на базе которого будут проводиться профессиональная ориентация школьников, обучение студентов, реализовываться программы опережающей профессиональной подготовки по профессиям и навыкам будущего, переподготовка и повышение квалификации, научные разработки в интересах региона.»

## Примечательные объекты
- № 4/1 — Новгородский КЮМ;
- № 10 — Облпотребсоюз;
- № 14 — Театр драмы им. Достоевского;
- № 16 — Гостиница «Интурист»;
- № 64 — Пивоваренный завод Brewmen (Бывший пивзавод «Богемия»).
- № 18А — Новгородская Техническая Школа(НТШ)

## Достопримечательности
- Памятник ополчению войны 1812 года;
- Церковь Петра и Павла в Кожевниках;
- Николо-Бельский монастырь.

## Археология
26 июля 1951 года на Неревском раскопе была найдена первая берестяная грамота. В честь этого события в 2006 году на месте был установлен памятный знак. В 1948 и 1976 годах проводились археологические изыскания на Дмитриевском раскопе.

## Галерея

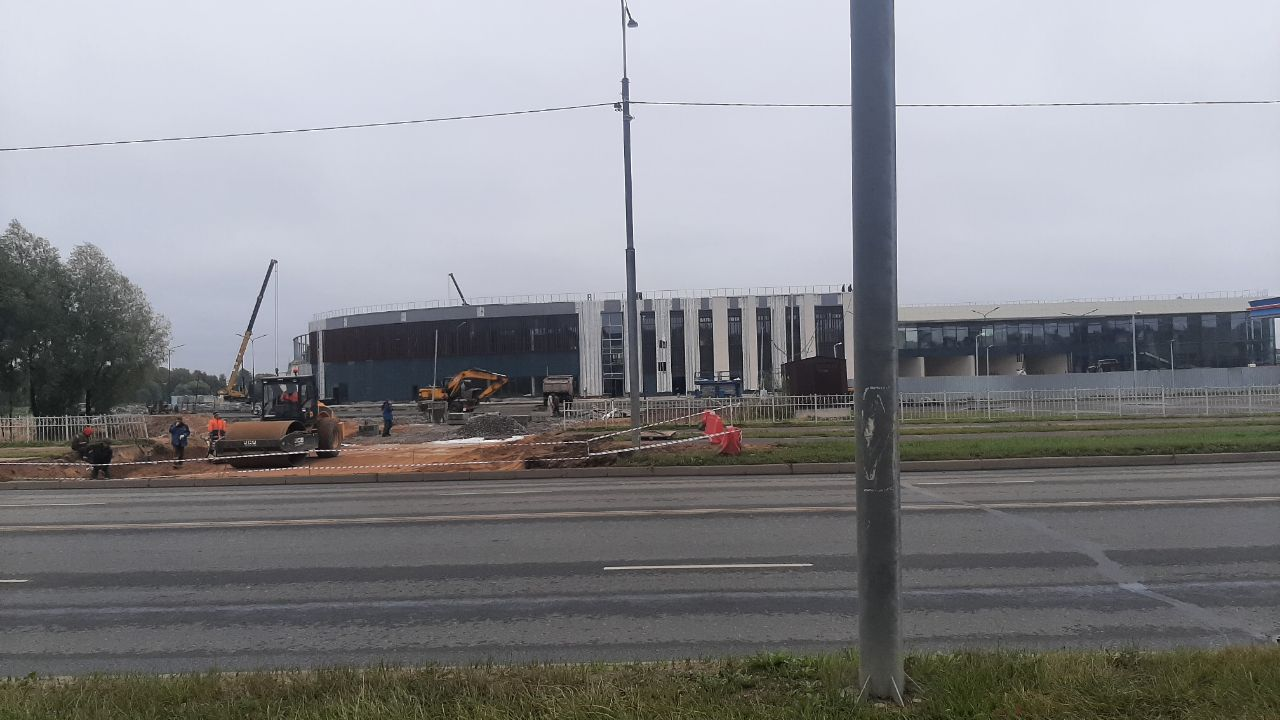
Строительство Новгородской Технической Школы, 15 сентября 2022 года
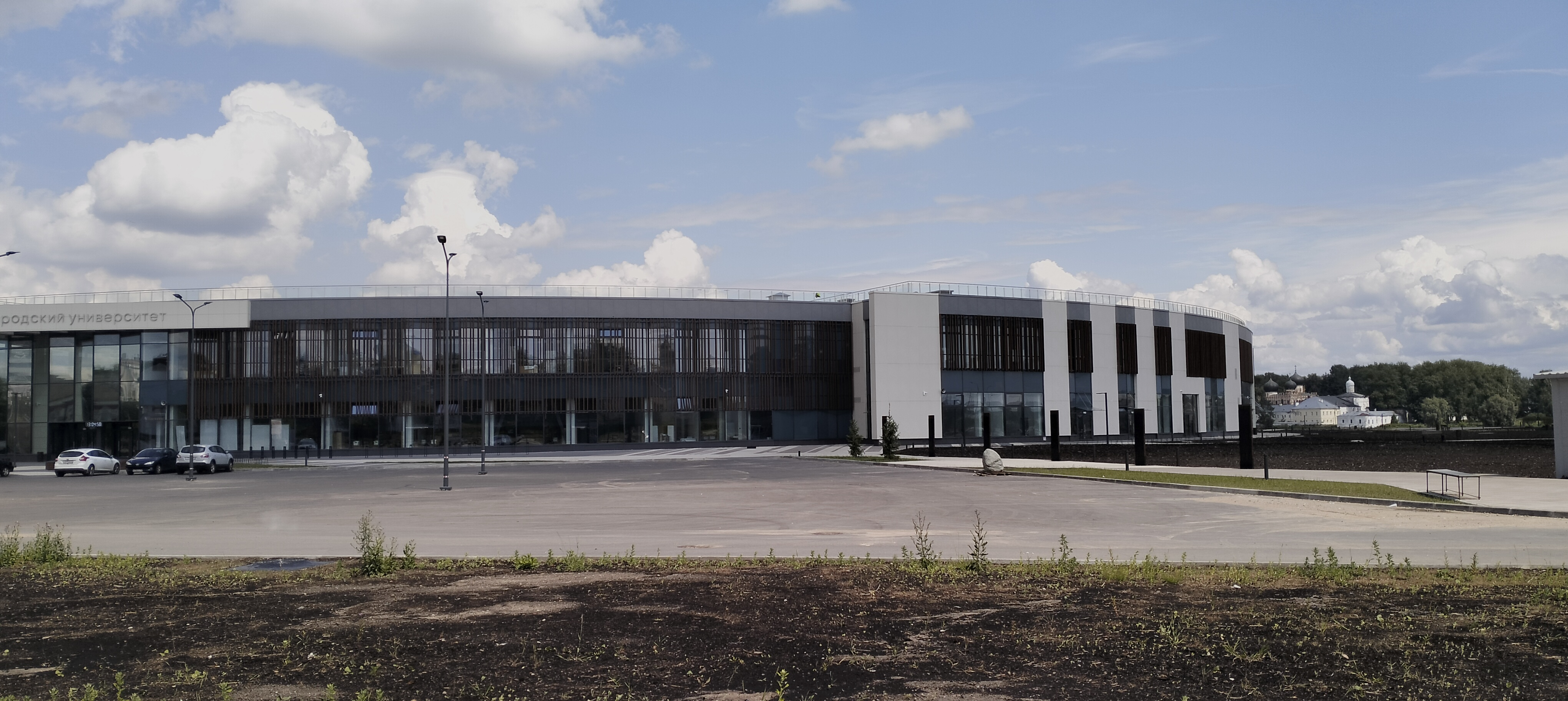
Первый Корпус Новгородской Технической школы в 2023 году
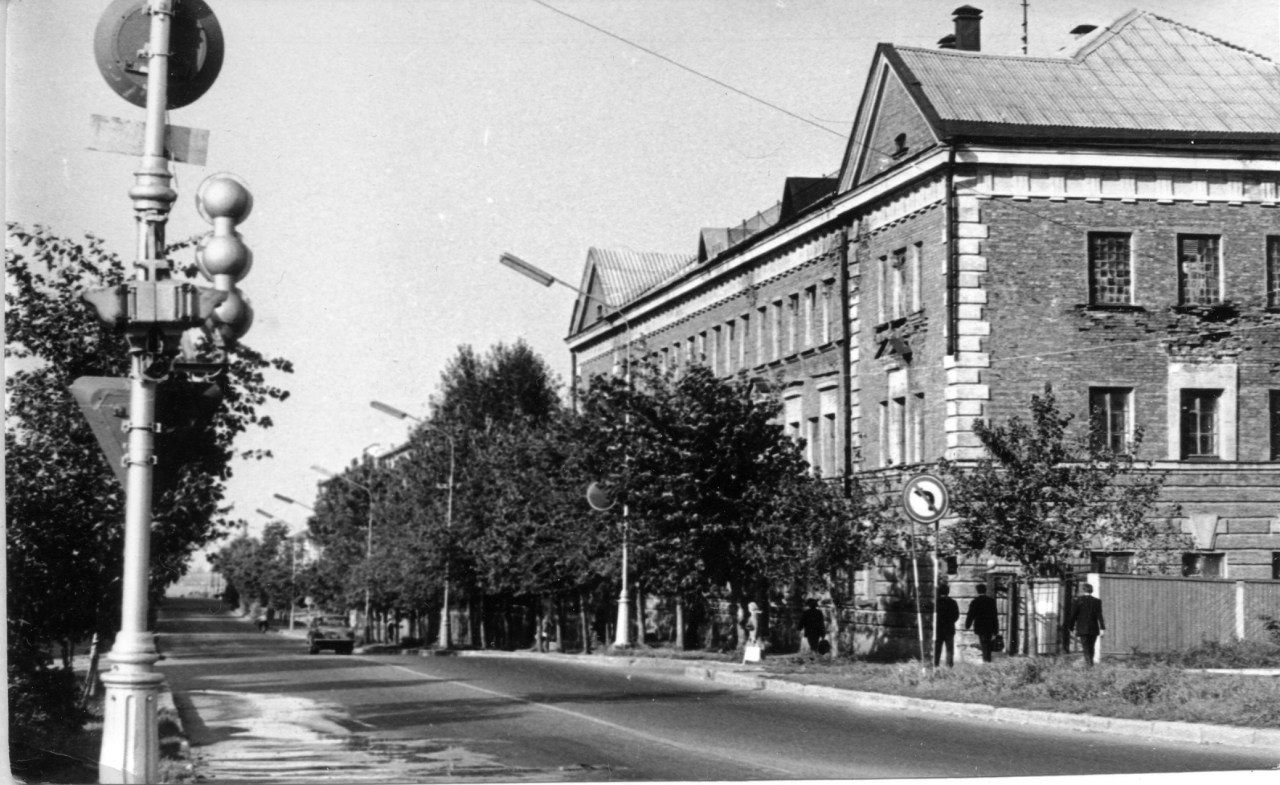
Баня на Великой в 1956 году
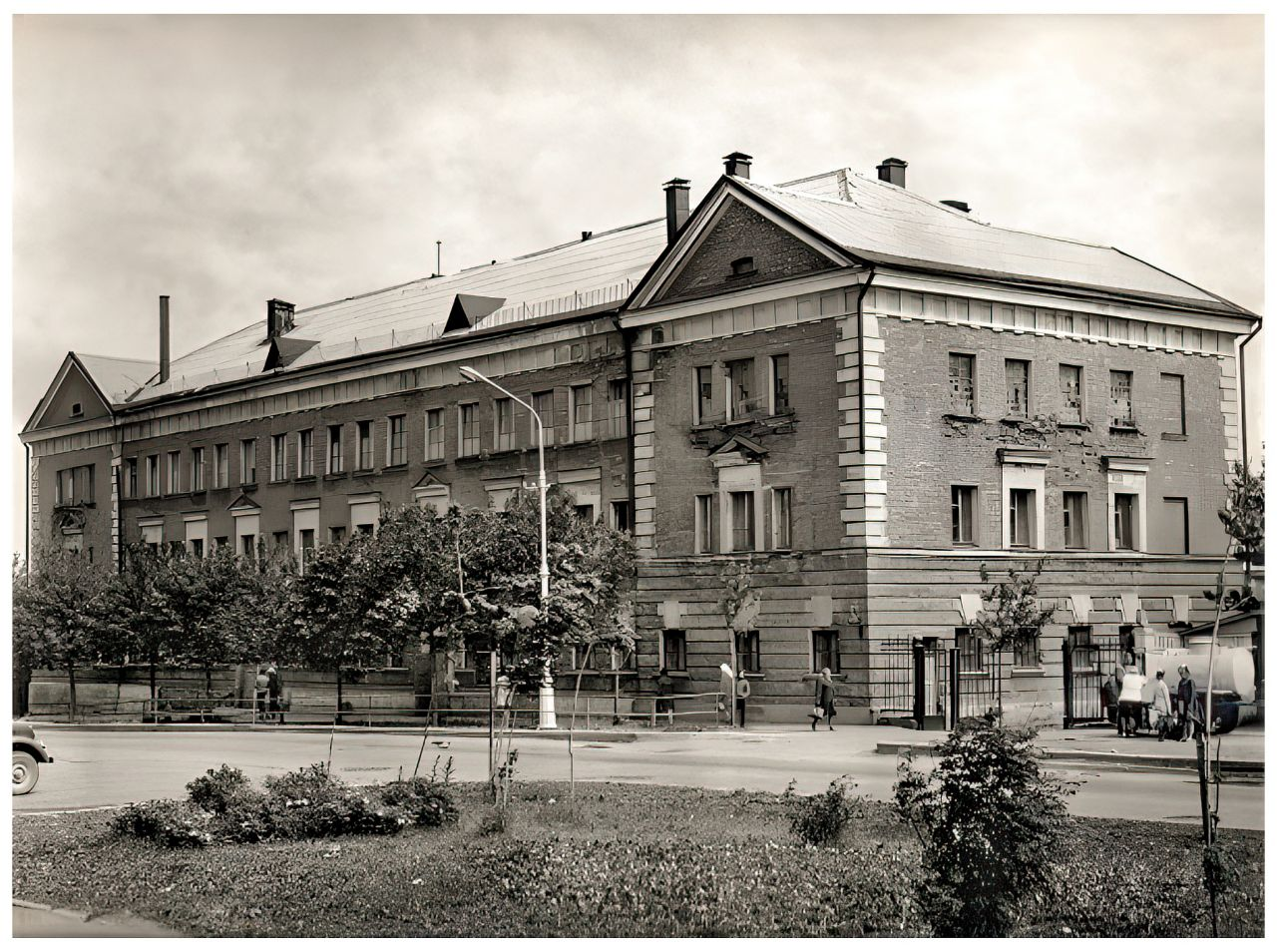
Баня на Великой в 1970—1980-е года
Бывшая Баня на Великой, закрытая брезентом. Август 2012 года
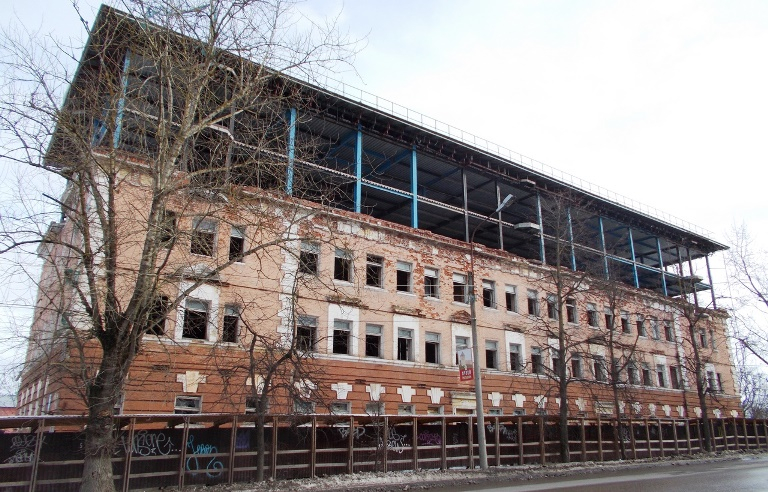
Заброшенное здание бывшей Бани, 25 ноября 2019 года
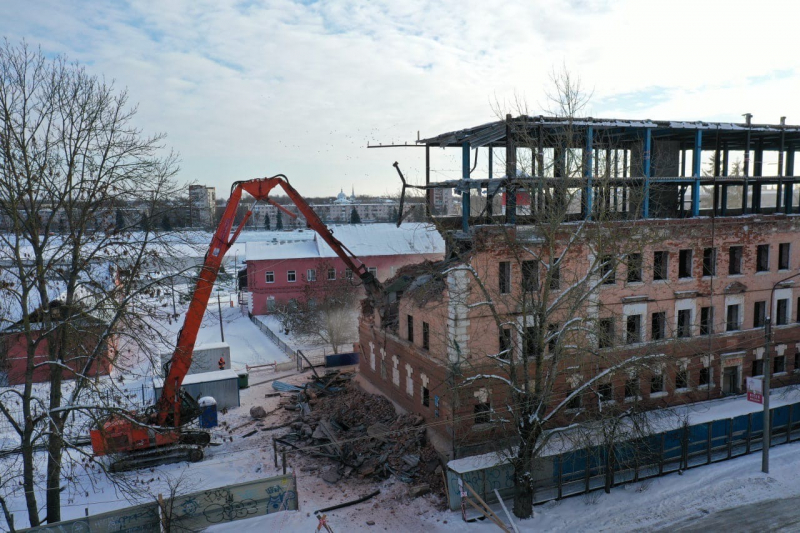
Снос Бани на Великой, 6 февраля 2021 года
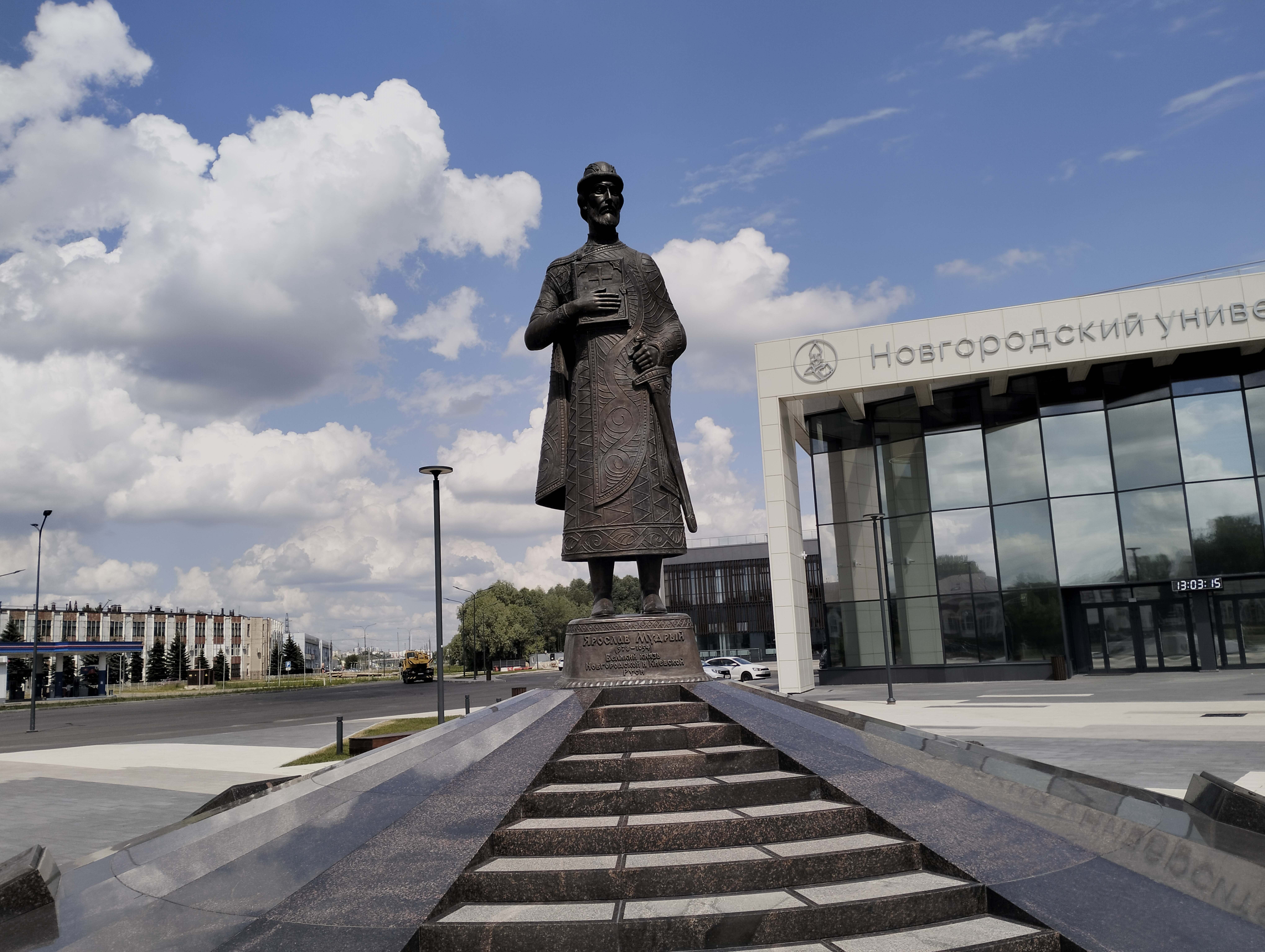
Памятник Ярославу Мудрому на Территории НТШ
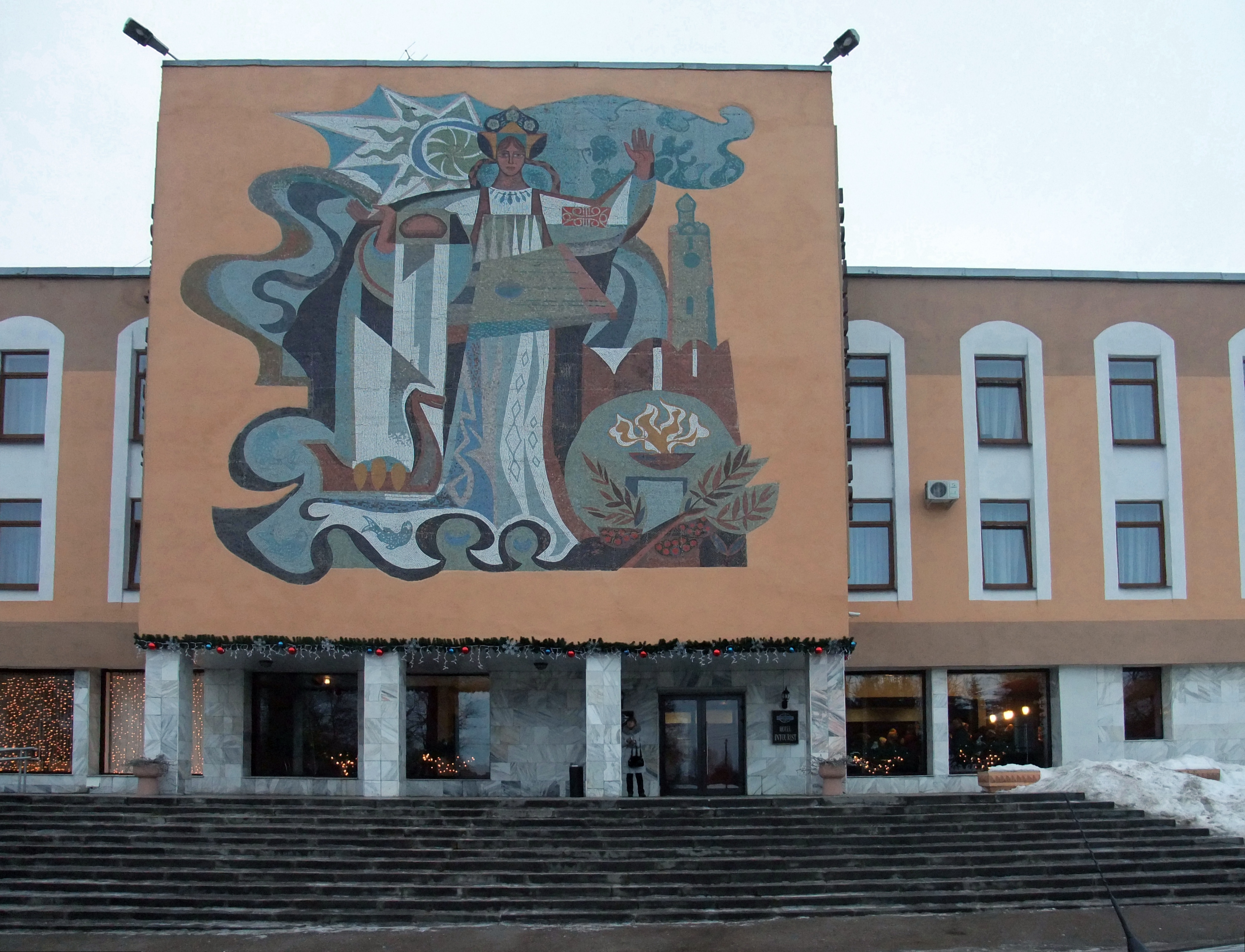
Гостиница «Интурист»